# リオグージョ旭川
リオグージョ旭川（リオグージョあさひかわ、Riorgulho Asahikawa） とは北海道旭川市にあるサッカークラブである。旧チーム名はACSC（Asahikawa City Soccer Club）。

## 概要
1978年にACSC（Asahikawa City Soccer Club）を設立。
2004年、道北ブロックリーグを連覇。全道ブロックリーグ決勝大会では3連勝で北海道サッカーリーグへ昇格を果たす。同年は第11回全国クラブチームサッカー選手権大会に初出場、ベスト4に輝く。
2005年の北海道リーグでは3位と好成績を挙げたが、2006年は一転して最下位に終わり、道北ブロックリーグへ降格。
2007年により旭川市の地域密着を意識しチーム名を現在のリオグージョ旭川に改名した。チーム名のリオグージョ（Riorgulho）とはポルトガル語で川を意味するリオ（Rio）と誇りを意味するオルグージョ（Orgulho）を組み合わせた造語で、旭川市が川の街である事から名付けられた。
チーム名を改名して挑んだ2007年の道北ブロックリーグでは、優勝した旭蹴会に得失点差でわずか1及ばず2位。
2009年はリーグ4位ながら、FC.Menino（空知地区）との入替戦に敗れて旭川社会人サッカーリーグへ降格となった。
2011年、地区リーグ1部優勝。空知地区が道北ブロックから道央ブロックに再編されたことに伴い、入替戦を経ずに道北ブロックリーグ復帰となった。
2019年から道北ブロックリーグが道央・道北ブロックリーグへと再編されたことに伴い、旭川地区の代表枠が減少。これにより旭川地区リーグに降格となった。チームが降格していく中、選手不足などに苦しみ、中々選手が集まらない状況で、少ない選手で戦わなくてはならないなどチームの状況は常に厳しかった。その影響からか、翌2020年はリーグ参加を辞退し、以降の活動は確認できない。
2006年はとかちフェアスカイFCと共にばんえい競馬がチームのスポンサーだった。旭川市内にある旅館「東花苑」もスポンサーともなっていた事がある。

## 戦績
| 年度 | 所属         | 順位 | 勝点 | 試合 | 勝 | 分 PK勝/PK負 | 敗 | 得点 | 失点 | 差  | 出典  |
| 2003 | 道北ブロック | 優勝 | 18   | 7    | 6  | 0            | 1  | 23   | 11   | 12  |       |
| 2004 | 道北ブロック | 優勝 | 21   | 7    | 7  | 0            | 0  | 30   | 4    | 26  |       |
| 2005 | 北海道       | 3位  | 23   | 14   | 7  | 2            | 5  | 32   | 21   | 11  | [ 1 ] |
| 2006 | 北海道       | 8位  | 8    | 14   | 2  | 2            | 10 | 17   | 46   | -29 | [ 2 ] |

| 年度 | 所属         | 順位           | 勝点           | 試合           | 勝             | 分 PK勝/PK負   | 敗             | 得点           | 失点           | 差             | 出典   |
| 2007 | 道北ブロック | 2位            | 16             | 7              | 5              | 1              | 1              | 30             | 13             | 17             | [ 3 ]  |
| 2008 | 道北ブロック | 4位            | 13             | 10             | 4              | 1              | 5              | 27             | 33             | -6             | [ 4 ]  |
| 2009 | 道北ブロック | 4位            | 12             | 10             | 4              | 0              | 6              | 23             | 38             | -15            | [ 5 ]  |
| 2010 | 旭川1部      | 6位            | 10             | 7              | 3              | 1              | 3              | 20             | 29             | -9             | [ 6 ]  |
| 2011 | 旭川1部      | 優勝           | 21             | 7              | 7              | 0              | 0              | 32             | 13             | 19             | [ 7 ]  |
| 2012 | 道北ブロック | 4位            | 12             | 10             | 4              | 0              | 6              | 27             | 52             | -25            | [ 8 ]  |
| 2013 | 道北ブロック | 4位            | 16             | 10             | 5              | 1              | 4              | 32             | 33             | -1             | [ 9 ]  |
| 2014 | 道北ブロック | 3位            | 18             | 10             | 6              | 0              | 4              | 31             | 32             | -1             | [ 10 ] |
| 2015 | 道北ブロック | 3位            | 16             | 10             | 5              | 1              | 4              | 46             | 45             | -1             | [ 11 ] |
| 2016 | 道北ブロック | 4位            | 16             | 10             | 5              | 1              | 4              | 42             | 37             | -5             | [ 12 ] |
| 2017 | 道北ブロック | 3位            | 11             | 10             | 3              | 2              | 3              | 25             | 30             | -5             | [ 13 ] |
| 2018 | 道北ブロック | 4位            | 12             | 10             | 4              | 0              | 6              | 28             | 51             | -23            |        |
| 2019 | 旭川1部      | 2位            | 13             | 6              | 4              | 1              | 1              | 21             | 14             | 7              |        |
| 2020 | 旭川1部      | リーグ参加辞退 | リーグ参加辞退 | リーグ参加辞退 | リーグ参加辞退 | リーグ参加辞退 | リーグ参加辞退 | リーグ参加辞退 | リーグ参加辞退 | リーグ参加辞退 | [ 14 ] |

## チームカラー
ACSCの時は、白のシンプルなユニフォームであった。リオグージョ旭川のチーム名変更した時も、白に緑が入ったシンプルなユニフォームを採用していた。後に、黄に黒が入ったユニフォームに変更され、アウェーでは桃に黒のユニフォームを採用していた。